# Stichophthalma
Stichophthalma é um gênero de borboletas.

## Espécies
- Stichophthalma nourmahal
- Stichophthalma camadeva
- Stichophthalma sparta
- Stichophthalma godfreyi